# Волчков Василь Васильович
Василь Васильович Волчков (нар. 16 квітня 1900, село Каменець Орловської губернії, тепер Орловської області, Російська Федерація — 6 грудня 1989, селище Малаховка Московської області, Російська Федерація) — радянський діяч, голова виконавчого комітету Курської обласної ради депутатів трудящих. Депутат Верховної Ради СРСР 1—3-го скликань (1941—1954).

## Біографія
Народився в селянській родині.
У 1919—1923 роках — у Червоній армії, учасник Громадянської війни в Росії.
У 1924—1931 роках — завідувач хати-читальні села Каменець Орловської губернії, організатор політико-освітньої роботи Кромської волості Орловської губернії, інспектор політико-освітньої роботи Кромської волості, інспектор політико-освітньої роботи Свердловської волості Орловської губернії, завідувач відділу Свердловського районного комітету ВКП(б) Центрально-Чорноземної області, завідувач відділу Ізмайловського районного комітету ВКП(б) Центрально-Чорноземної області.
Член ВКП(б) з 1926 року.
У 1931—1932 роках — 1-й секретар Краснозоренского районного комітету ВКП(б) Центрально-Чорноземної області.
З 1932 по 1933 рік — слухач Воронезького інституту марксизму-ленінізму.
У 1933—1936 роках — заступник начальника політичного відділу радгоспу «Бойовик» Центрально-Чорноземної області; начальник політичного відділу радгоспу «Комуніст» Курської області.
У 1936—1937 роках — інструктор, завідувач відділу Курського обласного комітету ВКП(б).
У 1937—1939 роках — 1-й секретар Старооскольського районного комітету ВКП(б) Курської області.
У 1939 — січні 1940 року — секретар Курського обласного комітету ВКП(б) з кадрів.
У січні 1940 — березні 1950 року — голова виконавчого комітету Курської обласної ради депутатів трудящих.
У 1950—1953 роках — заступник начальника, начальник Переселенського управління при РМ РРФСР.
У 1953—1956 роках — начальник Головного переселенського управління Міністерства сільського господарства РРФСР.
У 1956—1959 роках — 1-й заступник начальника Головного управління переселення і організаційний набору робітників при РМ РРФСР.
З 1959 року — на пенсії.

## Нагороди
- орден Леніна (1946)
- орден Вітчизняної війни І ст.
- орден Вітчизняної війни ІІ ст.
- медалі